# Jean Hermant
Jean Hermant (Caen, 1650 – 1725) è stato un religioso e storico francese, parroco di Maltot, vicino a Bayeux.

## Opere
Ha lasciato, oltre a una raccolta di Omelie, diversi studi che hanno avuto successo:
- (FR)  Histoire des conciles, Rouen, 1695;
- (FR) Histoire de l'établissement des ordres religieux et des congrégations de l'Église, 1697;
- (FR) Histoire des ordres militaires et des ordres de chevalerie, 1698;
- (FR) Histoire des hérésies, 1717;
- (FR)  Histoire du diocèse de Bayeux, Caen, Pierre F. Doublet, 1705.

Era incline al giansenismo.

## Fonti
- (FR) Wikosource. Dictionnaire universel d’histoire et de géographie Bouillet Chassang.

| Controllo di autorità | VIAF (EN) 17348350 · ISNI (EN) 0000 0000 6630 9407 · SBN UBOV473912 · BAV 495/174559 · CERL cnp00876227 · LCCN (EN) n2001061142 · GND (DE) 10016725X · BNF (FR) cb12768706t (data) · J9U (EN, HE) 987007425105605171 |